# Jorge Luco
Jorge Fernando Luco Urzúa (Santiago, 22 de octubre de 1934-Santiago, 14 de febrero de 2014) fue un entrenador y futbolista chileno que jugaba en la demarcación de centrocampista.

## Biografía
Jorge Luco debutó como futbolista en 1953 con la Universidad Católica. Un año después de su debut, en la temporada 1953/1954 ganó la Primera División de Chile. Al año siguiente de haber conseguido ganar el campeonato, Universidad Católica descendió a la Segunda División, aunque ahí solo un año, ya que en la temporada 1955/1956, Luco junto al equipo ganaron la Primera B de Chile y ascendieron de nuevo a la máxima categoría de la liga chilena. En la temporada 1960/1961 volvió a ganar la Primera División de Chile. En 1963 dejó el club para fichar por Unión Española, donde jugó los próximos cuatro años. Posteriormente jugó también en Magallanes, último club en el que se desempeñó como futbolista en Chile en el cual sería capitán del equipo. Luego terminó su carrera como jugador en Johannesburgo, Sudáfrica. 
Además fue seleccionado de Chile y estuvo en la gira a Europa en 1960, teniendo un total de 10 participaciones con la selección.
Dos años después de su retiro, Santiago Wanderers lo contrató como entrenador del club. También entrenó a Universidad Católica (logrando el título de Segunda División en 1975 y el ascenso a Primera), Deportes Arica y a O'Higgins, último club al que entrenó, en 1986. 
También fue ayudante técnico de Caupolicán Peña en la Selección de Chile en 1977 y además entrenó a la Selección de fútbol sub-17 de Chile.
Contrajo matrimonio con Gabriela Velasco.
Falleció en Santiago de Chile el 14 de febrero de 2014.

## Clubes

### Como futbolista
| Club                 | País  | Año       |
| -------------------- | ----- | --------- |
| Universidad Católica | Chile | 1953-1963 |
| Unión Española       | Chile | 1963-1967 |
| Magallanes           | Chile | 1967-1968 |

### Como entrenador
| Club                 | País  | Año       |
| -------------------- | ----- | --------- |
| Santiago Wanderers   | Chile | 1970-1972 |
| Universidad Católica | Chile | 1974-1975 |
| Lota Schwager        | Chile | 1975      |
| Universidad Católica | Chile | 1977-1978 |
| Deportes Arica       | Chile | 1978      |
| Unión San Felipe     | Chile | 1985      |
| O'Higgins            | Chile | 1985      |

## Palmarés

### Como futbolista

#### Torneos nacionales
| Título           | Equipo               | País  | Año  |
| ---------------- | -------------------- | ----- | ---- |
| Primera División | Universidad Católica | Chile | 1954 |
| Segunda División | Universidad Católica | Chile | 1956 |
| Primera División | Universidad Católica | Chile | 1961 |

### Como entrenador

#### Torneos nacionales
| Título           | Equipo               | País  | Año  |
| ---------------- | -------------------- | ----- | ---- |
| Segunda División | Universidad Católica | Chile | 1975 |